# Howaia yintiaoling
Espèce
Synonymes
- Nesticella yintiaoling Wang, Zheng & Zhang, 2022

Howaia yintiaoling est une espèce d'araignées aranéomorphes de la famille des Nesticidae.

## Distribution
Cette espèce est endémique de Chongqing en Chine,. Elle se rencontre dans le xian de Wuxi dans la réserve naturelle de Yintiaoling dans une grotte sans nom.

## Description
Le mâle holotype mesure 3,30 mm et la femelle paratype 4,03 mm.

## Systématique et taxinomie
Cette espèce a été décrite sous le protonyme Nesticella yintiaoling par Wang, Zheng et Zhang en 2022. Elle est placée dans le genre Howaia par Sherwood, Jocqué, Henrard et Fowler en 2023.

## Étymologie
Son nom d'espèce lui a été donné en référence au lieu de sa découverte, la réserve naturelle de Yintiaoling.

## Publication originale
- Wang, Zheng & Zhang, 2022 : « Three new species of Nesticella Lehtinen & Saaristo, 1980 from Chongqing (Araneae: Nesticidae). » Acta Arachnologica Sinica,  vol. 31, no 1, p. 11-16.